# Jana Schulz

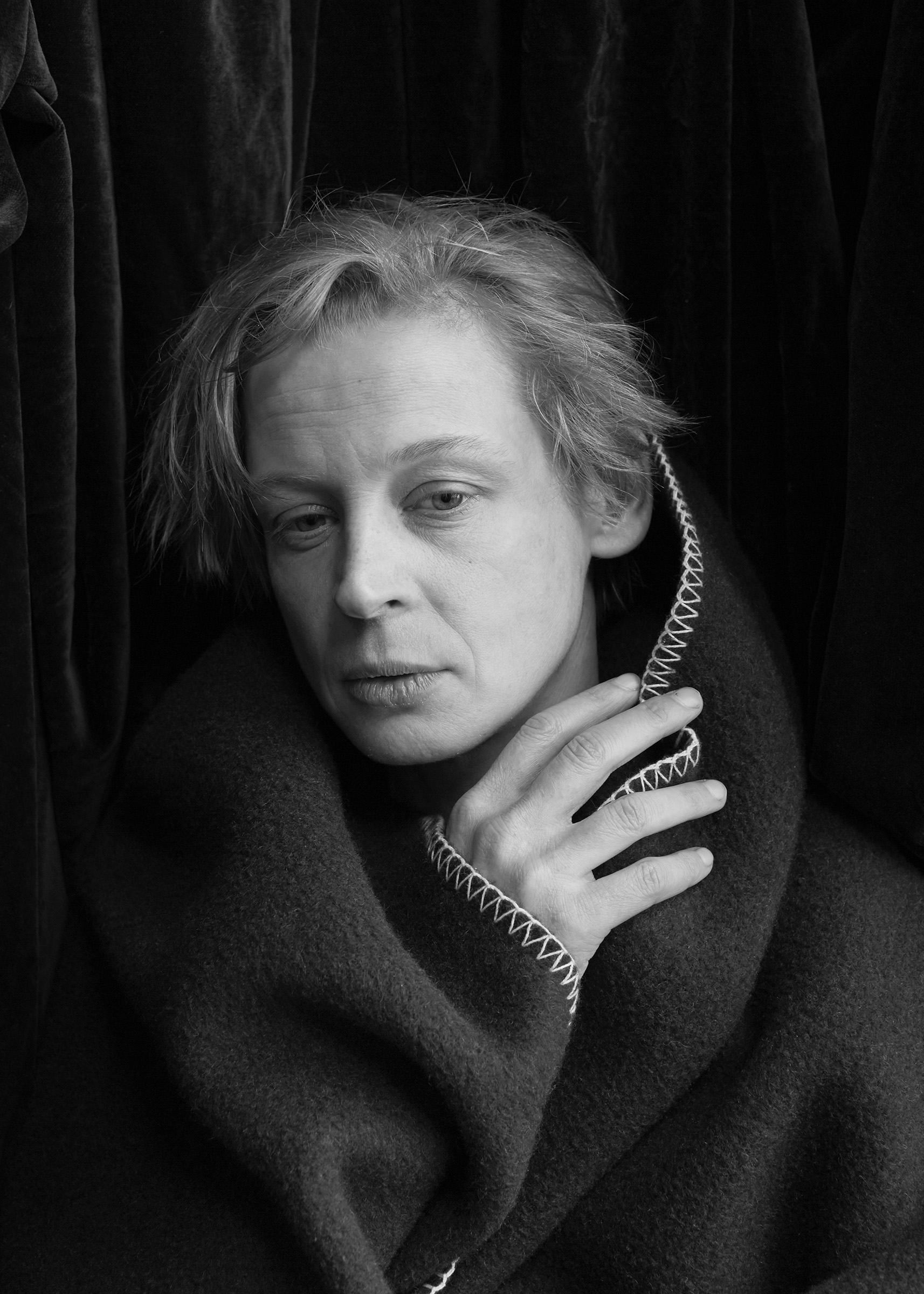
Jana Schulz fotografiert von Oliver Mark, Bochum 2016

Jana Schulz (* 1977 in Bielefeld) ist eine deutsche Schauspielerin.

## Leben
Schulz wurde als jüngstes Kind eines Tischlers und Heilpädagogen und einer Ärztin geboren und wollte schon früh Schauspielerin werden. Sie trat bereits als Jugendliche im Schultheater und als Statistin an den Städtischen Bühnen Bielefeld auf. Sie absolvierte ihre Schauspielausbildung von 1999 bis 2003 an der Hochschule für Musik und Theater Hamburg. Schon währenddessen hatte sie Engagements etwa mit Kinder des Olymp unter der Regie von Andreas Kriegenburg am Thalia Theater und mit der Titelrolle in Parzival unter Andreas Bode in der Spielstätte Kampnagel. Seit 2003 ist sie am Deutschen Schauspielhaus in Hamburg engagiert. 2011 war sie am Burgtheater Wien in Die Froschfotzenlederfabrik von Oliver Kluck unter der Regie Anna Bergmann zu sehen. Ab 2011 war sie fest am Schauspielhaus Bochum und seit 2017 als Gast für „vorerst zwei Produktionen“ am Schauspiel Frankfurt engagiert.
Außerdem spricht Schulz Hörbücher und verfügt über Wettkampferfahrung im Kickboxen, Taekwondo und Hapkido.

## Wirkung
Schulz betrachtet Geschlechtergrenzen als Herausforderung, was durch ihre Rollenauswahl bezeugt wird. Sie gibt den aggressiven Fernfahrer Jimmy in Stubbe – Von Fall zu Fall: Dritte Liebe, Tellheim in schmutziger Männerunterwäsche oder Uniform oder den kämpferischen Philotas ebenso wie die schüchterne Studentin in Pornographie. Dies sah auch die Deutsche Akademie der Darstellenden Künste bei der Begründung zur Verleihung des Gertrud-Eysoldt-Rings: „Sie sprengt in den vielen weiblichen und männlichen Hauptrollen, die sie in den letzten Jahren in Hamburg, München und Bochum gespielt hat, die Grenzen jedes gendergebundenen Spiels und präsentiert den Zuschauern nicht das Vertraute, leicht Wiedererkennbare sondern das Fremde, das Geheimnis, den Ausnahmezustand des Seins.“

## Theaterrollen

### Deutsches Schauspielhaus Hamburg
- 2003: Philotas in [fi'lo:tas], Monolog nach Philotas von Gotthold Ephraim Lessing, Regie: Roger Vontobel
- 2004: Julia in Romeo und Julia von Gesine Danckwart nach William Shakespeare, Regie: Nils Daniel Finckh
- 2004: Desdemona in Othello von William Shakespeare, Regie: Stefan Pucher (Kritikerpreis von Theater heute: Inszenierung des Jahres)
- 2005: Christian in Woyzeck von Georg Büchner, Regie: Laurent Chétouane
- 2006: Ada in Spieltrieb nach dem gleichnamigen Roman von Juli Zeh, Regie: Roger Vontobel
- 2006: Odessa in Oh die See von Igor Bauersima, Regie: der Autor
- 2007: Tellheim in Minna von Barnhelm von Gotthold Ephraim Lessing, Regie: Karin Henkel
- 2007: Studentin in Pornographie von Simon Stephens, Regie: Sebastian Nübling (Koproduktion mit dem Schauspiel Hannover und dem Festival Theaterformen, deutsche UA)
- 2008: Urte in Dorfpunks – Die Blüten der Gewalt nach dem Roman von Rocko Schamoni, Regie: Studio Braun
- 2008: Hjördis in Die Helden auf Helgeland von Henrik Ibsen, Regie Roger Vontobel
- 2009: Kritische Masse von Oliver Bukowski, Regie: Sebastian Nübling
- 2009: Titelrolle in Das Käthchen von Heilbronn von Heinrich von Kleist, Regie: Roger Vontobel
- 2009: Elisabeth in Glaube Liebe Hoffnung von Ödön von Horváth, Regie: Karin Henkel
- 2010: Titelrolle in Penthesilea von Heinrich von Kleist, Regie: Roger Vontobel (Koproduktion mit dem Ruhrfestspielhaus Recklinghausen)
- 2010: Sektenmitglied, Russin, Gefängniswärterin, Verkäuferin, Richterin, Frau in Rust – Ein deutscher Messias von Studio Braun, Regie: die Autoren
- 2010: Narr in König Lear von William Shakespeare, Regie: Georg Schmiedleitner

### Burgtheater Wien
- 2011: Die Froschfotzenlederfabrik von Oliver Kluck, Regie: Anna Bergmann

### Münchner Kammerspiele
- 2011: Macbeth in Macbeth von William Shakespeare, Regie: Karin Henkel

### Schauspielhaus Bochum
- 2011: Viola/Sebastian Was ihr wollt von William Shakespeare, Regie: Roger Vontobel
- 2012: Königin Margaret in König Richard der Dritte von William Shakespeare, Regie: Roger Vontobel
- 2013: Kriemhild in Die Nibelungen von Friedrich Hebbel, Regie: Roger Vontobel
- 2014: [fi'lo:tas] nach Philotas von Gotthold Ephraim Lessing, Regie: Roger Vontobel
- 2014: Titelrolle in Hedda Gabler von Henrik Ibsen, Regie: Roger Vontobel
- 2014: Käthe Vockerat in Einsame Menschen von Gerhart Hauptmann, Regie: Roger Vontobel
- 2015: Titelrolle in Rose Bernd von Gerhart Hauptmann, Regie: Roger Vontobel
- 2015: Menuchim in Hiob von Joseph Roth, Regie: Lisa Nielebock

### Schauspielhaus Frankfurt
- 2017: Titelrolle in Woyzeck von Georg Büchner, Regie: Roger Vontobel
- 2017: Kampf des Negers und der Hunde von Bernard-Marie Koltès, Regie: Roger Vontobel
- 2017: Titelrolle in Rose Bernd von Gerhart Hauptmann, Regie: Roger Vontobel
- 2019: Titelrolle in Siddharta von Hermann Hesse, Regie: Lisa Nielebock

## Filmografie
- 2003: Knock out, Regie: André Nebe (Kurzfilm)
- 2004: Tatort – Heimspiel, Regie: Thomas Jauch (TV)
- 2005: Tote leben länger, Regie: Manfred Stelzer (TV)
- 2007: Stubbe – Von Fall zu Fall – Dritte Liebe, Regie: Peter Kahane (TV)
- 2008: Die Gerichtsmedizinerin – Über den Wolken, Regie: Gero Weinreuter (TV)
- 2008: Tatort – Wolfsstunde, Regie: Kilian Riedhof (TV)
- 2009: Ghosted, Regie: Monika Treut
- 2013: Art Girls, Regie: Robert Bramkamp

## Audioproduktionen
- 2005: Celia Rees: Hexenkind. Jumbo-Verlag, ISBN 978-3-8337-1316-3[7]
- 2006: Celia Rees: Hexenschwestern. Jumbo-Verlag, ISBN 978-3-8337-1545-7
- 2006: Berndt List: Das Gold von Gotland. Jumbo-Verlag, ISBN 978-3-8337-1681-2
- 2008: Ulrike Schweikert: Die Erben der Nacht. Nosferas. Jumbo-Verlag, ISBN 978-3-8337-2255-4
- 2009: Ulrike Schweikert: Die Erben der Nacht. Lycana. Jumbo-Verlag, ISBN 978-3-8337-2364-3
- 2009: Jan Böttcher: Nachglühen. Hörspiel des NDR, Bearbeitung und Regie: Alice Elstner
- 2010: Morton Rhue: Asphalt Tribe. Jumbo-Verlag, ISBN 978-3-8337-2625-5
- 2011: Roddy Doyle: Typisch irisch. Erzählungen. Jumbo-Verlag, ISBN 978-3-8337-2765-8
- 2013: Titelrolle in: Dietmar Dath und Thomas Weber: Larissa oder Sprich diesen Tod nicht aus. Hörspiel des SWR, Regie: Iris Drögekamp und Thomas Weber, Komposition: Thomas Weber, Musik: Kammerflimmer Kollektief
- 2013: Jessica Khoury: Die Einzige. Jumbo Verlag, ISBN 978-3-8337-3108-2
- 2013: Sarah J. Maas: Throne of Glass. Die Erwählte. Jumbo Verlag, ISBN 978-3-8337-3220-1
- 2014: Jewgeni Samjatin und Ben Neumann: Wir. Hörspiel des SWR, Regie: Christoph Kalkowski, Musik: Radio-Sinfonieorchester Stuttgart des SWR
- 2014: Unica Zürn: Das Haus der Krankheiten. Hörspiel des SWR nach dem gleichnamigen Roman, Regie: Iris Drögekamp und Thomas Weber, Musik: Kammerflimmer Kollektief
- 2015: Mariella in: Agnieszka Lessmann: Monolog einer hässlichen Frau. Hörspiel des SWR, Regie: Alexander Schuhmacher
- 2015: Philipp Hauss: Überleben eines Handlungsreisenden. Hörspiel des WDR, Regie: der Autor
- 2019: Ernst Toller: Masse – Mensch. Hörspiel des NDR, Idee und Regie: Christoph Kalkowski
- 2019: Tina in Davit Gabunia: Farben der Nacht. Hörspiel des Deutschlandfunks, Bearbeitung und Regie: Eva Solloch
- 2020: Christoph Korn: Gang nach Buchenwald. Hörspiel von Deutschlandfunk Kultur,  Kunstfest Weimar, ACHAVA Festspiele Thüringen, Stiftung Buchenwald, Komposition und Regie: der Autor

## Auszeichnungen
- 2004: Nachwuchsförderpreis der Freunde des Deutschen Schauspielhauses
- 2008: Stipendium der Berenberg-Bank-Stiftung
- 2008: Rolf-Mares-Preis der Hamburger Theater für ihre Darstellung des Tellheim
- 2012: nominiert für Faust 2012 in der Kategorie „Darstellerin/Darsteller Schauspiel“ für ihre Rolle als Viola/Sebastian in Roger Vontobels „Was ihr wollt“-Inszenierung am Schauspielhaus Bochum
- 2014: Bochumer Theaterpreis in der Sparte „Arrivierter Künstler“
- 2016: Gertrud-Eysoldt-Ring für ihre Rolle in Rose Bernd am Schauspielhaus Bochum